# Joachim Gauck
Joachim Gauck, född 24 januari 1940 i Rostock, Mecklenburg-Vorpommern, var från 18 mars 2012 till 18 mars 2017 Tysklands 11:e förbundspresident. Han verkade tidigare som östtysk medborgarrättskämpe, publicist och luthersk präst. Mellan 1990 och 2000 var Gauck chef för den tyska myndigheten för Stasi-arkivens förvaltande. Gauck förlorade sitt första presidentval som SPD och Die Grünens kandidat år 2010, då istället Christian Wulff blev vald som CDU/CSU/FDP-regeringens kandidat.  Två år senare, 2012, valdes Gauck till Tysklands elfte förbundspresident av en bred blocköverskridande majoritet i Förbundsförsamlingen, med 81 procent av rösterna, efter att Wulff avgått i förtid i februari samma år. Han kandiderade på grund av sin höga ålder inte för en andra mandatperiod.

## Biografi

### Uppväxt
Gauck föddes 1940 och växte upp i Rostock, som efter 1945 kom att tillfalla den sovjetiska ockupationszonen. Hans far, som var sjökapten, försvann 1951. Det visade sig senare att fadern, utan familjens vetskap, gripits och dömts av en sovjetisk militärtribunal i Schwerin, till 25 års straffarbete i Sibirien för spionage och antisovjetisk uppvigling. Först 1953 fick familjen brevkontakt med fadern, och 1955 tilläts fadern återvända till Tyskland.

### Präst och medborgarrättskämpe
Gauck studerade teologi, en av få högre utbildningar i Östtyskland som var öppen för personer med regimkritisk hållning. Han blev 1967 kyrkoherde i en församling i Lüssow, nära Güstrow i Mecklenburg, och därefter kyrkoherde i Evershagens församling i Rostock 1971. Mellan 1982 och 1990 var han ansvarig för organisationen av kyrkodagarna i Mecklenburg. I samband med den fredliga revolutionen i Östtyskland verkade han som medborgarrättskämpe som ledande medlem av Neues Forum i Rostock.

### Politisk karriär 1990-2010

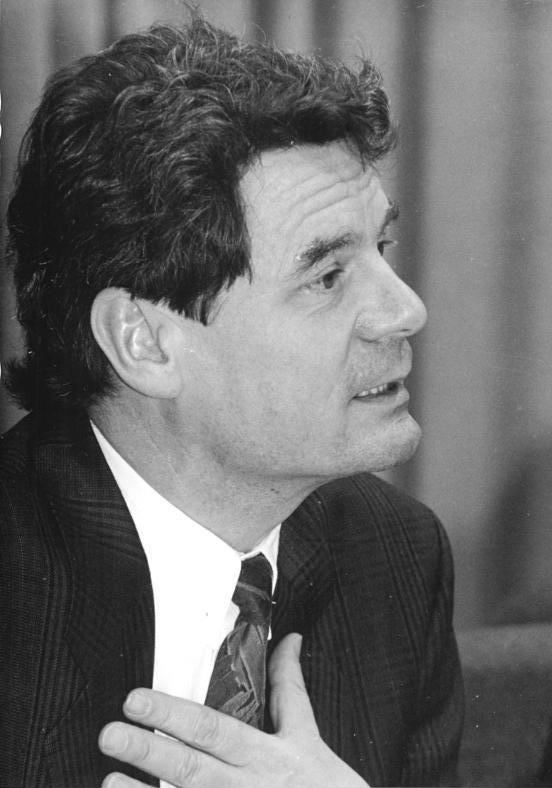
Joachim Gauck som nybliven chef för BStU, 1990.

I det enda demokratiska valet till Volkskammer 1990 valdes Gauck in som representant för Neues Forum, som uppgick i partiet Allians 90. I samband med återföreningen utnämndes han till chef för den statliga organisation som förvaltar Stasi-arkivmaterial, BStU, som informellt kom att kallas ”Gauck-Behörde” (Gauckmyndigheten) under hans tid som chef. Efter sina maximala två perioder som chef efterträddes han år 2000 av Marianne Birthler. 
Gauck har därefter haft ett mångsidigt samhällspolitiskt engagemang, bland annat som ordförande för föreningen Gegen Vergessen – Für Demokratie (Mot glömskan – för demokrati).
Han har själv betecknat sig som ”vänster-, liberalkonservativ” och kritiserade sammangåendet mellan Allians 90 och Die Grünen 1993.
2001 ledde Gauck en egen tv-talkshow för ARD och WDR, Joachim Gauck.

### Förbundspresidentkandidat 2010 och 2012

#### Förbundsförsamlingen 2010

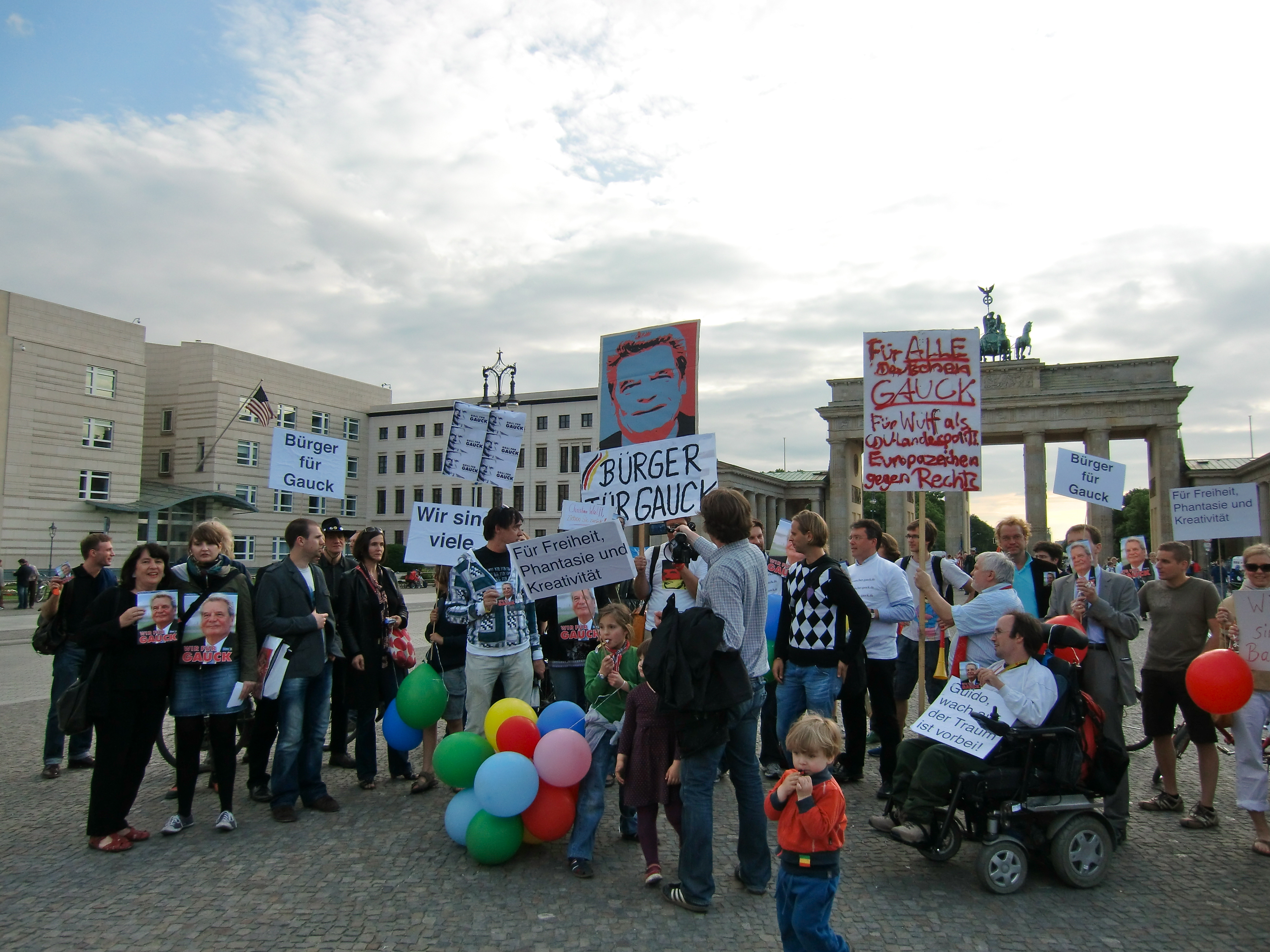
Gauckanhängare framför Brandenburger Tor i samband med förbundspresidentvalet 2010.

Gaucks popularitet ledde till att han av oppositionspartierna SPD och Die Grünen nominerades till förbundspresident 2010 som efterträdare till Horst Köhler. Gaucks kandidatur fick bifall hos stora delar av befolkningen och i media, men han förlorade i den tredje valomgången mot regeringspartiernas kandidat Christian Wulff. 

#### Förbundsförsamlingen 2012
I februari 2012 tvingades förbundspresident Christian Wulff avgå på grund av en skandal, den så kallade Wulff-affären. Gauck nominerades med en bred majoritet som kandidat till ny förbundspresident av partierna CDU, CSU, FDP, SPD och Allians 90/De gröna, efter att regeringspartiet FDP, till skillnad från i valet 2010, uttryckt sitt stöd för den tidigare oppositionskandidaten som blocköverskridande kandidat utan partitillhörighet. Med omkring 80 procent av rösterna i förbundsförsamlingen besegrade han i första valomgången Die Linkes kandidat Beate Klarsfeld, och därmed valdes han den 18 mars 2012 till Tysklands förbundspresident. Enligt grundlagen tillträdde han omedelbart i och med att han bejakade förbundsförsamlingens val.  Han svor därefter ämbetseden inför Förbundsdagen och Förbundsrådet den 23 mars.

### Förbundspresident 2012–2017

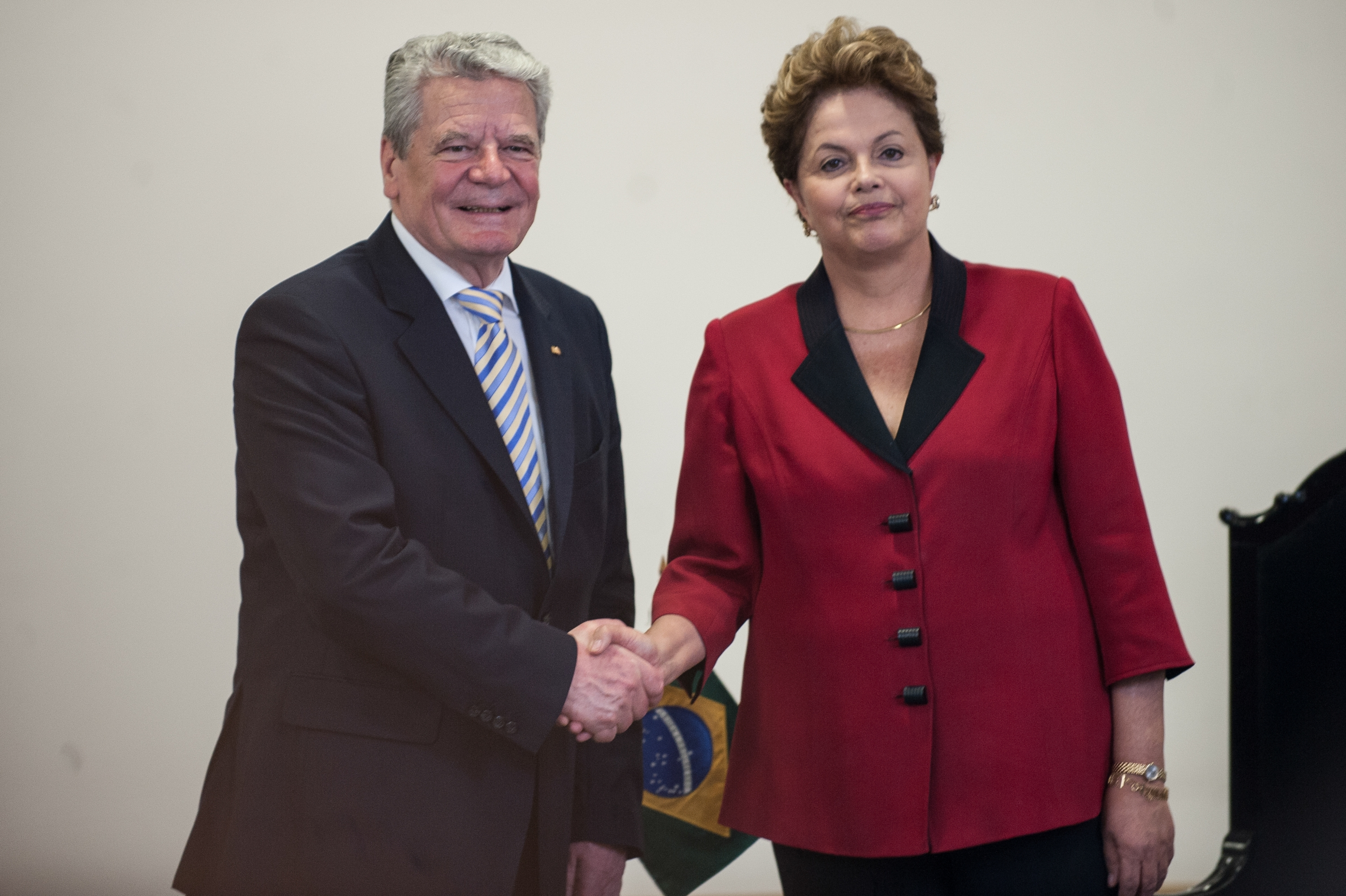
Joachim Gauck och Dilma Rousseff vid ett besök i São Paulo i maj 2013.

Gauck besökte som första statsbesök Polen 26-27 mars 2012. Han avböjde att delta i ett möte mellan centraleuropas statschefer i Jalta i Ukraina planerat till mitten av maj, med anledning av den tyska regeringens kritik mot Ukraina angående fängelsestraffet för Ukrainas tidigare premiärminister Julia Tymosjenko.
Gauck meddelade 6 juni 2016 att han inte kandiderade för en andra ämbetsperiod som förbundspresident; året före, 2015, hade han blivit den äldste sittande förbundspresidenten någonsin, före Theodor Heuss.

## Familj och privatliv

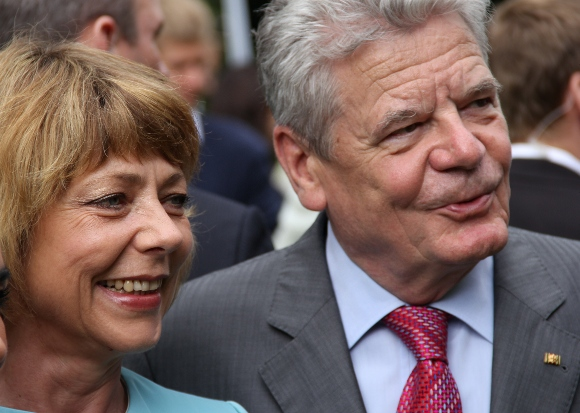
Joachim Gauck med sambon Daniela Schadt.

Joachim Gauck var från 2012 till 2017 bosatt i förbundspresidentvillan Villa Wurmbach på Pücklerstrasse i Dahlem i västra Berlin. Han är sedan 1991 separerad, men inte skild, från sin fru, Gerhild ”Hansi” Gauck (född Ratke), som han gifte sig med 1959 och har fyra vuxna barn tillsammans med. De tre äldsta barnen med familjer lämnade under 1980-talet Östtyskland för Västtyskland, på grund av förföljelse från myndigheterna i DDR, medan Gauck, frun och yngsta dottern stannade kvar. Fram till 1998 hade han ett förhållande med publicisten och utrikeskorrespondenten Helga Hirsch.
Gauck lever sedan 2000 i ett förhållande med journalisten Daniela Schadt (född 1960), som i samband med Gaucks val till president lämnade redaktörsjobbet på Nürnberger Zeitung för att flytta till Berlin och som Gaucks sambo anta rollen som förbundsrepublikens första dam. Paret har inga gemensamma barn.

## Utmärkelser
- Riddare av Serafimerorden, utnämnd vid det svenska statsbesöket i Tyskland den 5 oktober 2016. [5]
- Theodor Heuss-medaljen
- Syskonen Scholl-priset
- Europeiska människorättspriset
- Ludwig Börne-priset.
- Hedersdoktor (doctor honoris causa) vid universiteten i Rostock, Jena och Augsburg[6]
- Hedersmedborgare i hemstaden Rostock.